# 2013-as női kosárlabda-Európa-bajnokság
A 2013-as női kosárlabda-Európa-bajnokságot június 15. és június 30. között rendezték Franciaországban. Ez volt a 34. női kosárlabda-Európa-bajnokság. A mérkőzéseknek öt helyszín adott otthont. A tornát a spanyol válogatott nyerte. Öt csapat kijutott a 2014-es női kosárlabda-világbajnokságra.

## Helyszínek
A mérkőzéseket öt város öt stadionjában játsszák.
| Város                | Stadion                         | Férőhely |
| -------------------- | ------------------------------- | -------- |
| Lille                | Palais des sports Saint-Sauveur | 1850     |
| Mouilleron-le-Captif | Vendéspace                      | 4000     |
| Orchies              | Pévèle Arena                    | 5000     |
| Trélazé              | Arena Loire                     | 5000     |
| Vannes               | Complexe sportif du Kercado     | 1700     |

| Lille Mouilleron-le-Captif Orchies Trélazé Vannes |

## Lebonyolítás
A 16 csapatot négy darab, négycsapatos csoportba sorsolták. A csoportokban körmérkőzések döntötték el a csoportok végeredményét. A csoportokból az első három helyezett jutott tovább a középdöntőbe, a negyedik helyezettek kiestek. A középdöntőben a továbbjutott csapatok újabb csoportokat alkottak. A középdöntő csoportjaiban újabb körmérkőzéseket játszottak, de csak azok a csapatok mérkőztek egymással, amelyek a csoportkörben nem találkoztak, azonban a csoportkörben lejátszott eredményeiket is figyelembe vették. A két középdöntő csoportból az első négy helyezett jutott a negyeddöntőbe, az ötödik és hatodik helyezettek kiestek. A negyeddöntőtől egyenes kieséses rendszerben folytatódott a torna.

## Eredmények

### Csoportkör
| Jelmagyarázat                                               |
| ----------------------------------------------------------- |
| A csoportok első három helyezettje bejutott a középdöntőbe. |
| A csoportok negyedik helyezettjei kiestek.                  |

#### A csoport
| Csapat      | M | Gy | V | P+  | P–  | Gk  | P |
| ----------- | - | -- | - | --- | --- | --- | - |
| Törökország | 3 | 3  | 0 | 210 | 157 | +53 | 6 |
| Montenegró  | 3 | 2  | 1 | 206 | 189 | +17 | 5 |
| Szlovákia   | 3 | 1  | 2 | 186 | 211 | −25 | 4 |
| Ukrajna     | 3 | 0  | 3 | 180 | 225 | −45 | 3 |

| 2013. június 15. 12:30 | Montenegró                               | 77–63     | Szlovákia                   | Complexe sportif du Kercado, Vannes Nézőszám: 1000 Játékvezetők: Ingus Baumanis (LAT), Fabiana Martinescu (ROU), Aliaksandr Syrytsa (BLR) |
| 2013. június 15. 12:30 | (14–18, 19–17, 26–17, 18–11) Jegyzőkönyv |           |                             | Complexe sportif du Kercado, Vannes Nézőszám: 1000 Játékvezetők: Ingus Baumanis (LAT), Fabiana Martinescu (ROU), Aliaksandr Syrytsa (BLR) |
| 2013. június 15. 12:30 | Dubljević 20                             | Pont      | Tetemondová, Vyňuchalová 13 | Complexe sportif du Kercado, Vannes Nézőszám: 1000 Játékvezetők: Ingus Baumanis (LAT), Fabiana Martinescu (ROU), Aliaksandr Syrytsa (BLR) |
| 2013. június 15. 12:30 | Dubljević 8                              | Lepattanó | Vyňuchalová 7               | Complexe sportif du Kercado, Vannes Nézőszám: 1000 Játékvezetők: Ingus Baumanis (LAT), Fabiana Martinescu (ROU), Aliaksandr Syrytsa (BLR) |
| 2013. június 15. 12:30 | Dubljević, Perovanović 4                 | Gólpassz  | Kubatová 5                  | Complexe sportif du Kercado, Vannes Nézőszám: 1000 Játékvezetők: Ingus Baumanis (LAT), Fabiana Martinescu (ROU), Aliaksandr Syrytsa (BLR) |

| 2013. június 15. 18:30 | Ukrajna                                 | 52–78     | Törökország      | Complexe sportif du Kercado, Vannes Nézőszám: 1450 Játékvezetők: Aleksandar Glisic (SRB), Ilona Kucerova (CZE), Carole Delauné (FRA) |
| 2013. június 15. 18:30 | (11–24, 21–16, 8–22, 12–16) Jegyzőkönyv |           |                  | Complexe sportif du Kercado, Vannes Nézőszám: 1450 Játékvezetők: Aleksandar Glisic (SRB), Ilona Kucerova (CZE), Carole Delauné (FRA) |
| 2013. június 15. 18:30 | Kurasova, Mircheva 8                    | Pont      | Hollingsworth 15 | Complexe sportif du Kercado, Vannes Nézőszám: 1450 Játékvezetők: Aleksandar Glisic (SRB), Ilona Kucerova (CZE), Carole Delauné (FRA) |
| 2013. június 15. 18:30 | Ogorodnikova 8                          | Lepattanó | Çağlar 7         | Complexe sportif du Kercado, Vannes Nézőszám: 1450 Játékvezetők: Aleksandar Glisic (SRB), Ilona Kucerova (CZE), Carole Delauné (FRA) |
| 2013. június 15. 18:30 | Dubrovina, Kochubei 4                   | Gólpassz  | Alben 7          | Complexe sportif du Kercado, Vannes Nézőszám: 1450 Játékvezetők: Aleksandar Glisic (SRB), Ilona Kucerova (CZE), Carole Delauné (FRA) |

| 2013. június 16. 12:30 | Szlovákia                               | 75–68     | Ukrajna     | Complexe sportif du Kercado, Vannes Nézőszám: 550 Játékvezetők: Haydn Jones (WAL), Aleksandar Glisic (SRB), Tomislav Hordov (CRO) |
| 2013. június 16. 12:30 | (20–28, 24–9, 17–14, 14–17) Jegyzőkönyv |           |             | Complexe sportif du Kercado, Vannes Nézőszám: 550 Játékvezetők: Haydn Jones (WAL), Aleksandar Glisic (SRB), Tomislav Hordov (CRO) |
| 2013. június 16. 12:30 | Lukačovičová 23                         | Pont      | Iagupova 17 | Complexe sportif du Kercado, Vannes Nézőszám: 550 Játékvezetők: Haydn Jones (WAL), Aleksandar Glisic (SRB), Tomislav Hordov (CRO) |
| 2013. június 16. 12:30 | Lukačovičová 9                          | Lepattanó | Mircheva 7  | Complexe sportif du Kercado, Vannes Nézőszám: 550 Játékvezetők: Haydn Jones (WAL), Aleksandar Glisic (SRB), Tomislav Hordov (CRO) |
| 2013. június 16. 12:30 | Sujová 7                                | Gólpassz  | Dubrovina 4 | Complexe sportif du Kercado, Vannes Nézőszám: 550 Játékvezetők: Haydn Jones (WAL), Aleksandar Glisic (SRB), Tomislav Hordov (CRO) |

| 2013. június 16. 15:00 | Törökország                             | 66–57     | Montenegró               | Complexe sportif du Kercado, Vannes Nézőszám: 1039 Játékvezetők: Nicolas Maestre (FRA), Maka Kupatadze (GEO), Nikolaos Somos (GRE) |
| 2013. június 16. 15:00 | (12–21, 17–7, 18–10, 19–19) Jegyzőkönyv |           |                          | Complexe sportif du Kercado, Vannes Nézőszám: 1039 Játékvezetők: Nicolas Maestre (FRA), Maka Kupatadze (GEO), Nikolaos Somos (GRE) |
| 2013. június 16. 15:00 | Tunçluer, Palazoğlu 12                  | Pont      | Perovanović 17           | Complexe sportif du Kercado, Vannes Nézőszám: 1039 Játékvezetők: Nicolas Maestre (FRA), Maka Kupatadze (GEO), Nikolaos Somos (GRE) |
| 2013. június 16. 15:00 | Hollingsworth 7                         | Lepattanó | Perovanović, Dubljević 8 | Complexe sportif du Kercado, Vannes Nézőszám: 1039 Játékvezetők: Nicolas Maestre (FRA), Maka Kupatadze (GEO), Nikolaos Somos (GRE) |
| 2013. június 16. 15:00 | Vardarlı 7                              | Gólpassz  | Škerović 9               | Complexe sportif du Kercado, Vannes Nézőszám: 1039 Játékvezetők: Nicolas Maestre (FRA), Maka Kupatadze (GEO), Nikolaos Somos (GRE) |

| 2013. június 17. 12:30 | Montenegró                               | 72–60     | Ukrajna        | Complexe sportif du Kercado, Vannes Nézőszám: 800 Játékvezetők: Jasmina Juras (SRB), Gintaras Vitkauskas (LTU), Antonis Demetriou (CYP) |
| 2013. június 17. 12:30 | (16–19, 15–11, 22–13, 19–17) Jegyzőkönyv |           |                | Complexe sportif du Kercado, Vannes Nézőszám: 800 Játékvezetők: Jasmina Juras (SRB), Gintaras Vitkauskas (LTU), Antonis Demetriou (CYP) |
| 2013. június 17. 12:30 | Dubljević 29                             | Pont      | Iagupova 21    | Complexe sportif du Kercado, Vannes Nézőszám: 800 Játékvezetők: Jasmina Juras (SRB), Gintaras Vitkauskas (LTU), Antonis Demetriou (CYP) |
| 2013. június 17. 12:30 | Dubljević 6                              | Lepattanó | Kurasova 7     | Complexe sportif du Kercado, Vannes Nézőszám: 800 Játékvezetők: Jasmina Juras (SRB), Gintaras Vitkauskas (LTU), Antonis Demetriou (CYP) |
| 2013. június 17. 12:30 | Dubljević 4                              | Gólpassz  | Ogorodnikova 4 | Complexe sportif du Kercado, Vannes Nézőszám: 800 Játékvezetők: Jasmina Juras (SRB), Gintaras Vitkauskas (LTU), Antonis Demetriou (CYP) |

| 2013. június 17. 15:00 | Törökország                             | 66–48     | Szlovákia     | Complexe sportif du Kercado, Vannes Nézőszám: 783 Játékvezetők: Carole Delauné (FRA), Haydn Jones (WAL), Ilona Kucerova (CZE) |
| 2013. június 17. 15:00 | (12–12, 20–8, 19–18, 15–10) Jegyzőkönyv |           |               | Complexe sportif du Kercado, Vannes Nézőszám: 783 Játékvezetők: Carole Delauné (FRA), Haydn Jones (WAL), Ilona Kucerova (CZE) |
| 2013. június 17. 15:00 | Palazoğlu 12                            | Pont      | Jurčenková 10 | Complexe sportif du Kercado, Vannes Nézőszám: 783 Játékvezetők: Carole Delauné (FRA), Haydn Jones (WAL), Ilona Kucerova (CZE) |
| 2013. június 17. 15:00 | Canıtez, Hollingsworth 7                | Lepattanó | Jurčenková 9  | Complexe sportif du Kercado, Vannes Nézőszám: 783 Játékvezetők: Carole Delauné (FRA), Haydn Jones (WAL), Ilona Kucerova (CZE) |
| 2013. június 17. 15:00 | Alben, Vardarlı 5                       | Gólpassz  | Bresániková 3 | Complexe sportif du Kercado, Vannes Nézőszám: 783 Játékvezetők: Carole Delauné (FRA), Haydn Jones (WAL), Ilona Kucerova (CZE) |

#### B csoport
| Csapat        | M | Gy | V | P+  | P–  | Gk  | P |
| ------------- | - | -- | - | --- | --- | --- | - |
| Spanyolország | 3 | 3  | 0 | 221 | 180 | +41 | 6 |
| Svédország    | 3 | 1  | 2 | 180 | 194 | −14 | 4 |
| Olaszország   | 3 | 1  | 2 | 189 | 206 | −17 | 4 |
| Oroszország   | 3 | 1  | 2 | 201 | 211 | −10 | 4 |

| 2013. június 15. 15:00 | Svédország                               | 63–64     | Olaszország | Complexe sportif du Kercado, Vannes Nézőszám: 1186 Játékvezetők: Haydn Jones (WAL), Antonis Demetriou (CYP), Tomislav Hordov (CRO) |
| 2013. június 15. 15:00 | (13–12, 17–19, 19–20, 14–13) Jegyzőkönyv |           |             | Complexe sportif du Kercado, Vannes Nézőszám: 1186 Játékvezetők: Haydn Jones (WAL), Antonis Demetriou (CYP), Tomislav Hordov (CRO) |
| 2013. június 15. 15:00 | Eldebrink 23                             | Pont      | Ress 18     | Complexe sportif du Kercado, Vannes Nézőszám: 1186 Játékvezetők: Haydn Jones (WAL), Antonis Demetriou (CYP), Tomislav Hordov (CRO) |
| 2013. június 15. 15:00 | Eldebrink 8                              | Lepattanó | Ress 14     | Complexe sportif du Kercado, Vannes Nézőszám: 1186 Játékvezetők: Haydn Jones (WAL), Antonis Demetriou (CYP), Tomislav Hordov (CRO) |
| 2013. június 15. 15:00 | Eldebrink 4                              | Gólpassz  | Sottana 3   | Complexe sportif du Kercado, Vannes Nézőszám: 1186 Játékvezetők: Haydn Jones (WAL), Antonis Demetriou (CYP), Tomislav Hordov (CRO) |

| 2013. június 15. 21:00 | Spanyolország                            | 77–72     | Oroszország            | Complexe sportif du Kercado, Vannes Nézőszám: 1466 Játékvezetők: Jasmina Juras (SRB), Nikolaos Somos (GRE), Nicolas Maestre (FRA) |
| 2013. június 15. 21:00 | (21–18, 17–11, 21–19, 18–24) Jegyzőkönyv |           |                        | Complexe sportif du Kercado, Vannes Nézőszám: 1466 Játékvezetők: Jasmina Juras (SRB), Nikolaos Somos (GRE), Nicolas Maestre (FRA) |
| 2013. június 15. 21:00 | Torrens 30                               | Pont      | Petrakova 18           | Complexe sportif du Kercado, Vannes Nézőszám: 1466 Játékvezetők: Jasmina Juras (SRB), Nikolaos Somos (GRE), Nicolas Maestre (FRA) |
| 2013. június 15. 21:00 | Lyttle 8                                 | Lepattanó | Osipova 9              | Complexe sportif du Kercado, Vannes Nézőszám: 1466 Játékvezetők: Jasmina Juras (SRB), Nikolaos Somos (GRE), Nicolas Maestre (FRA) |
| 2013. június 15. 21:00 | Palau 4                                  | Gólpassz  | Belyakova, Petrakova 3 | Complexe sportif du Kercado, Vannes Nézőszám: 1466 Játékvezetők: Jasmina Juras (SRB), Nikolaos Somos (GRE), Nicolas Maestre (FRA) |

| 2013. június 16. 18:30 | Olaszország                              | 59–71     | Spanyolország | Complexe sportif du Kercado, Vannes Nézőszám: 1300 Játékvezetők: Jasmina Juras (SRB), Fabiana Martinescu (ROU), Ilona Kucerova (CZE) |
| 2013. június 16. 18:30 | (13–15, 10–22, 17–16, 19–18) Jegyzőkönyv |           |               | Complexe sportif du Kercado, Vannes Nézőszám: 1300 Játékvezetők: Jasmina Juras (SRB), Fabiana Martinescu (ROU), Ilona Kucerova (CZE) |
| 2013. június 16. 18:30 | Sottana 13                               | Pont      | Lyttle 19     | Complexe sportif du Kercado, Vannes Nézőszám: 1300 Játékvezetők: Jasmina Juras (SRB), Fabiana Martinescu (ROU), Ilona Kucerova (CZE) |
| 2013. június 16. 18:30 | Gorini 5                                 | Lepattanó | Lyttle 13     | Complexe sportif du Kercado, Vannes Nézőszám: 1300 Játékvezetők: Jasmina Juras (SRB), Fabiana Martinescu (ROU), Ilona Kucerova (CZE) |
| 2013. június 16. 18:30 | Dotto, Gatti 4                           | Gólpassz  | Dominguez 4   | Complexe sportif du Kercado, Vannes Nézőszám: 1300 Játékvezetők: Jasmina Juras (SRB), Fabiana Martinescu (ROU), Ilona Kucerova (CZE) |

| 2013. június 16. 21:00 | Oroszország                             | 57–68     | Svédország     | Complexe sportif du Kercado, Vannes Nézőszám: 1226 Játékvezetők: Ingus Baumanis (LAT), Carole Delauné (FRA), Aliaksandr Syrytsa (BLR) |
| 2013. június 16. 21:00 | (18–14, 16–18, 7–19, 16–17) Jegyzőkönyv |           |                | Complexe sportif du Kercado, Vannes Nézőszám: 1226 Játékvezetők: Ingus Baumanis (LAT), Carole Delauné (FRA), Aliaksandr Syrytsa (BLR) |
| 2013. június 16. 21:00 | Prince 16                               | Pont      | Key 14         | Complexe sportif du Kercado, Vannes Nézőszám: 1226 Játékvezetők: Ingus Baumanis (LAT), Carole Delauné (FRA), Aliaksandr Syrytsa (BLR) |
| 2013. június 16. 21:00 | Grishaeva 8                             | Lepattanó | Halvarsson 10  | Complexe sportif du Kercado, Vannes Nézőszám: 1226 Játékvezetők: Ingus Baumanis (LAT), Carole Delauné (FRA), Aliaksandr Syrytsa (BLR) |
| 2013. június 16. 21:00 | Belyakova, Prince 3                     | Gólpassz  | Négy játékos 3 | Complexe sportif du Kercado, Vannes Nézőszám: 1226 Játékvezetők: Ingus Baumanis (LAT), Carole Delauné (FRA), Aliaksandr Syrytsa (BLR) |

| 2013. június 17. 18:30 | Oroszország                              | 72–66     | Olaszország       | Complexe sportif du Kercado, Vannes Nézőszám: 1700 Játékvezetők: Ingus Baumanis (LAT), Tomislav Hordov (CRO), Fabiana Martinescu (ROU) |
| 2013. június 17. 18:30 | (20–11, 15–19, 12–16, 25–20) Jegyzőkönyv |           |                   | Complexe sportif du Kercado, Vannes Nézőszám: 1700 Játékvezetők: Ingus Baumanis (LAT), Tomislav Hordov (CRO), Fabiana Martinescu (ROU) |
| 2013. június 17. 18:30 | Kuzina 15                                | Pont      | Sottana 21        | Complexe sportif du Kercado, Vannes Nézőszám: 1700 Játékvezetők: Ingus Baumanis (LAT), Tomislav Hordov (CRO), Fabiana Martinescu (ROU) |
| 2013. június 17. 18:30 | Prince 8                                 | Lepattanó | Masciadri, Ress 5 | Complexe sportif du Kercado, Vannes Nézőszám: 1700 Játékvezetők: Ingus Baumanis (LAT), Tomislav Hordov (CRO), Fabiana Martinescu (ROU) |
| 2013. június 17. 18:30 | három játékos 3                          | Gólpassz  | Sottana 3         | Complexe sportif du Kercado, Vannes Nézőszám: 1700 Játékvezetők: Ingus Baumanis (LAT), Tomislav Hordov (CRO), Fabiana Martinescu (ROU) |

| 2013. június 17. 21:00 | Svédország                              | 49–73     | Spanyolország | Complexe sportif du Kercado, Vannes Nézőszám: 1186 Játékvezetők: Aleksandar Glisic (SRB), Nicolas Maestre (FRA), Maka Kupatadze (GEO) |
| 2013. június 17. 21:00 | (16–12, 14–18, 10–19, 9–24) Jegyzőkönyv |           |               | Complexe sportif du Kercado, Vannes Nézőszám: 1186 Játékvezetők: Aleksandar Glisic (SRB), Nicolas Maestre (FRA), Maka Kupatadze (GEO) |
| 2013. június 17. 21:00 | Eldebrink 10                            | Pont      | Lyttle 17     | Complexe sportif du Kercado, Vannes Nézőszám: 1186 Játékvezetők: Aleksandar Glisic (SRB), Nicolas Maestre (FRA), Maka Kupatadze (GEO) |
| 2013. június 17. 21:00 | Barthold 7                              | Lepattanó | Lyttle 14     | Complexe sportif du Kercado, Vannes Nézőszám: 1186 Játékvezetők: Aleksandar Glisic (SRB), Nicolas Maestre (FRA), Maka Kupatadze (GEO) |
| 2013. június 17. 21:00 | Eldebrink, Barthold 2                   | Gólpassz  | Palau 5       | Complexe sportif du Kercado, Vannes Nézőszám: 1186 Játékvezetők: Aleksandar Glisic (SRB), Nicolas Maestre (FRA), Maka Kupatadze (GEO) |

#### C csoport
| Csapat         | M | Gy | V | P+  | P–  | Gk  | P |
| -------------- | - | -- | - | --- | --- | --- | - |
| Franciaország  | 3 | 3  | 0 | 217 | 118 | +99 | 6 |
| Nagy-Britannia | 3 | 2  | 1 | 192 | 203 | −11 | 5 |
| Szerbia        | 3 | 1  | 2 | 162 | 208 | −46 | 4 |
| Lettország     | 3 | 0  | 3 | 151 | 193 | −42 | 3 |

| 2013. június 15. 12:30 | Szerbia                                 | 68–74     | Nagy-Britannia    | Arena Loire, Trélazé Nézőszám: 4100 Játékvezetők: Borys Shulga (UKR), Aare Halliko (EST), Karolina Andersson (FIN) |
| 2013. június 15. 12:30 | (13–18, 25–23, 21–11, 9–24) Jegyzőkönyv |           |                   | Arena Loire, Trélazé Nézőszám: 4100 Játékvezetők: Borys Shulga (UKR), Aare Halliko (EST), Karolina Andersson (FIN) |
| 2013. június 15. 12:30 | Milovanović 19                          | Pont      | Stewart, Gandy 13 | Arena Loire, Trélazé Nézőszám: 4100 Játékvezetők: Borys Shulga (UKR), Aare Halliko (EST), Karolina Andersson (FIN) |
| 2013. június 15. 12:30 | Ajanović 7                              | Lepattanó | Leedham 10        | Arena Loire, Trélazé Nézőszám: 4100 Játékvezetők: Borys Shulga (UKR), Aare Halliko (EST), Karolina Andersson (FIN) |
| 2013. június 15. 12:30 | Radočaj 3                               | Gólpassz  | négy játékos 4    | Arena Loire, Trélazé Nézőszám: 4100 Játékvezetők: Borys Shulga (UKR), Aare Halliko (EST), Karolina Andersson (FIN) |

| 2013. június 15. 21:00 | Lettország                            | 39–62     | Franciaország | Arena Loire, Trélazé Nézőszám: 5300 Játékvezetők: Ognjen Jokic (MNE), Moritz Reiter (GER), Ilya Putenko (RUS) |
| 2013. június 15. 21:00 | (7–15, 7–18, 19–17, 6–12) Jegyzőkönyv |           |               | Arena Loire, Trélazé Nézőszám: 5300 Játékvezetők: Ognjen Jokic (MNE), Moritz Reiter (GER), Ilya Putenko (RUS) |
| 2013. június 15. 21:00 | Babkina 11                            | Pont      | Yacoubou 17   | Arena Loire, Trélazé Nézőszám: 5300 Játékvezetők: Ognjen Jokic (MNE), Moritz Reiter (GER), Ilya Putenko (RUS) |
| 2013. június 15. 21:00 | három játékos 4                       | Lepattanó | Gruda 6       | Arena Loire, Trélazé Nézőszám: 5300 Játékvezetők: Ognjen Jokic (MNE), Moritz Reiter (GER), Ilya Putenko (RUS) |
| 2013. június 15. 21:00 | Brumermane 2                          | Gólpassz  | Dumerc 3      | Arena Loire, Trélazé Nézőszám: 5300 Játékvezetők: Ognjen Jokic (MNE), Moritz Reiter (GER), Ilya Putenko (RUS) |

| 2013. június 16. 15:00 | Nagy-Britannia                           | 69–56     | Lettország   | Arena Loire, Trélazé Nézőszám: 2628 Játékvezetők: Emilio Perez (ESP), Asa Johansson (SWE), Piotr Pastusiak (POL) |
| 2013. június 16. 15:00 | (16–10, 16–14, 16–19, 21–13) Jegyzőkönyv |           |              | Arena Loire, Trélazé Nézőszám: 2628 Játékvezetők: Emilio Perez (ESP), Asa Johansson (SWE), Piotr Pastusiak (POL) |
| 2013. június 16. 15:00 | Butler, Leedham 14                       | Pont      | Krastiņa 12  | Arena Loire, Trélazé Nézőszám: 2628 Játékvezetők: Emilio Perez (ESP), Asa Johansson (SWE), Piotr Pastusiak (POL) |
| 2013. június 16. 15:00 | Butler 9                                 | Lepattanó | Šteinberga 7 | Arena Loire, Trélazé Nézőszám: 2628 Játékvezetők: Emilio Perez (ESP), Asa Johansson (SWE), Piotr Pastusiak (POL) |
| 2013. június 16. 15:00 | Collins 4                                | Gólpassz  | Babkina 4    | Arena Loire, Trélazé Nézőszám: 2628 Játékvezetők: Emilio Perez (ESP), Asa Johansson (SWE), Piotr Pastusiak (POL) |

| 2013. június 16. 21:00 | Franciaország                         | 76–32     | Szerbia            | Arena Loire, Trélazé Nézőszám: 5100 Játékvezetők: Saverio Lanzarini (ITA), Anna Cardus (ESP), Sérgio Silva (POR) |
| 2013. június 16. 21:00 | (20–8, 18–7, 17–10, 21–7) Jegyzőkönyv |           |                    | Arena Loire, Trélazé Nézőszám: 5100 Játékvezetők: Saverio Lanzarini (ITA), Anna Cardus (ESP), Sérgio Silva (POR) |
| 2013. június 16. 21:00 | Skrela 14                             | Pont      | Dabović 15         | Arena Loire, Trélazé Nézőszám: 5100 Játékvezetők: Saverio Lanzarini (ITA), Anna Cardus (ESP), Sérgio Silva (POR) |
| 2013. június 16. 21:00 | Yacoubou 8                            | Lepattanó | Radočaj, Krnjić 4  | Arena Loire, Trélazé Nézőszám: 5100 Játékvezetők: Saverio Lanzarini (ITA), Anna Cardus (ESP), Sérgio Silva (POR) |
| 2013. június 16. 21:00 | Lawson-Wade 4                         | Gólpassz  | Radočaj, Dabović 2 | Arena Loire, Trélazé Nézőszám: 5100 Játékvezetők: Saverio Lanzarini (ITA), Anna Cardus (ESP), Sérgio Silva (POR) |

| 2013. június 17. 15:00 | Szerbia                                  | 62–56     | Lettország             | Arena Loire, Trélazé Nézőszám: 2014 Játékvezetők: Borys Shulga (UKR), Saverio Lanzarini (ITA), Özlem Yalman (TUR) |
| 2013. június 17. 15:00 | (20–14, 11–10, 12–12, 19–20) Jegyzőkönyv |           |                        | Arena Loire, Trélazé Nézőszám: 2014 Játékvezetők: Borys Shulga (UKR), Saverio Lanzarini (ITA), Özlem Yalman (TUR) |
| 2013. június 17. 15:00 | Milovanović 15                           | Pont      | Kārkliņa 17            | Arena Loire, Trélazé Nézőszám: 2014 Játékvezetők: Borys Shulga (UKR), Saverio Lanzarini (ITA), Özlem Yalman (TUR) |
| 2013. június 17. 15:00 | Matić 8                                  | Lepattanó | Kārkliņa, Šteinberga 8 | Arena Loire, Trélazé Nézőszám: 2014 Játékvezetők: Borys Shulga (UKR), Saverio Lanzarini (ITA), Özlem Yalman (TUR) |
| 2013. június 17. 15:00 | Radočaj 3                                | Gólpassz  | Babkina 2              | Arena Loire, Trélazé Nézőszám: 2014 Játékvezetők: Borys Shulga (UKR), Saverio Lanzarini (ITA), Özlem Yalman (TUR) |

| 2013. június 17. 21:00 | Franciaország                          | 79–47     | Nagy-Britannia  | Arena Loire, Trélazé Nézőszám: 5400 Játékvezetők: Aare Halliko (EST), Piotr Pastusiak (POL), Zdenko Zubak (SVK) |
| 2013. június 17. 21:00 | (22–16, 11–6, 23–17, 23–8) Jegyzőkönyv |           |                 | Arena Loire, Trélazé Nézőszám: 5400 Játékvezetők: Aare Halliko (EST), Piotr Pastusiak (POL), Zdenko Zubak (SVK) |
| 2013. június 17. 21:00 | Yacoubou, Ayayi 11                     | Pont      | Leedham 13      | Arena Loire, Trélazé Nézőszám: 5400 Játékvezetők: Aare Halliko (EST), Piotr Pastusiak (POL), Zdenko Zubak (SVK) |
| 2013. június 17. 21:00 | Yacoubou, Gruda 9                      | Lepattanó | Butler, Allen 8 | Arena Loire, Trélazé Nézőszám: 5400 Játékvezetők: Aare Halliko (EST), Piotr Pastusiak (POL), Zdenko Zubak (SVK) |
| 2013. június 17. 21:00 | Lawson-Wade, Dumerc 4                  | Gólpassz  | négy játékos 2  | Arena Loire, Trélazé Nézőszám: 5400 Játékvezetők: Aare Halliko (EST), Piotr Pastusiak (POL), Zdenko Zubak (SVK) |

#### D csoport
| Csapat           | M | Gy | V | P+  | P–  | Gk  | P |
| ---------------- | - | -- | - | --- | --- | --- | - |
| Fehéroroszország | 3 | 2  | 1 | 184 | 154 | +30 | 5 |
| Csehország       | 3 | 2  | 1 | 183 | 179 | +4  | 5 |
| Horvátország     | 3 | 1  | 2 | 200 | 208 | −8  | 4 |
| Litvánia         | 3 | 1  | 2 | 200 | 226 | −26 | 4 |

| 2013. június 15. 15:00 | Litvánia                                 | 77–89     | Horvátország | Arena Loire, Trélazé Nézőszám: 4552 Játékvezetők: Saverio Lanzarini (ITA), Anna Cardus (ESP), Piotr Pastusiak (POL) |
| 2013. június 15. 15:00 | (26–22, 19–21, 19–25, 13–21) Jegyzőkönyv |           |              | Arena Loire, Trélazé Nézőszám: 4552 Játékvezetők: Saverio Lanzarini (ITA), Anna Cardus (ESP), Piotr Pastusiak (POL) |
| 2013. június 15. 15:00 | Petronytė 23                             | Pont      | Slišković 19 | Arena Loire, Trélazé Nézőszám: 4552 Játékvezetők: Saverio Lanzarini (ITA), Anna Cardus (ESP), Piotr Pastusiak (POL) |
| 2013. június 15. 15:00 | Petronytė 14                             | Lepattanó | Ivezić 8     | Arena Loire, Trélazé Nézőszám: 4552 Játékvezetők: Saverio Lanzarini (ITA), Anna Cardus (ESP), Piotr Pastusiak (POL) |
| 2013. június 15. 15:00 | Visgaudaitė, Petronytė 4                 | Gólpassz  | Ciglar 6     | Arena Loire, Trélazé Nézőszám: 4552 Játékvezetők: Saverio Lanzarini (ITA), Anna Cardus (ESP), Piotr Pastusiak (POL) |

| 2013. június 15. 18:30 | Fehéroroszország                       | 60–39     | Csehország    | Arena Loire, Trélazé Nézőszám: 4728 Játékvezetők: Emilio Perez (ESP), Sérgio Silva (POR), Özlem Yalman (TUR) |
| 2013. június 15. 18:30 | (18–5, 6–12, 12–12, 21–10) Jegyzőkönyv |           |               | Arena Loire, Trélazé Nézőszám: 4728 Játékvezetők: Emilio Perez (ESP), Sérgio Silva (POR), Özlem Yalman (TUR) |
| 2013. június 15. 18:30 | Leuchanka 14                           | Pont      | Zrůstová 14   | Arena Loire, Trélazé Nézőszám: 4728 Játékvezetők: Emilio Perez (ESP), Sérgio Silva (POR), Özlem Yalman (TUR) |
| 2013. június 15. 18:30 | három játékos 8                        | Lepattanó | Kulichová 6   | Arena Loire, Trélazé Nézőszám: 4728 Játékvezetők: Emilio Perez (ESP), Sérgio Silva (POR), Özlem Yalman (TUR) |
| 2013. június 15. 18:30 | Murauskaya, Likhtarovich 3             | Gólpassz  | hat játékos 1 | Arena Loire, Trélazé Nézőszám: 4728 Játékvezetők: Emilio Perez (ESP), Sérgio Silva (POR), Özlem Yalman (TUR) |

| 2013. június 16. 12:30 | Horvátország                           | 43–57     | Fehéroroszország | Arena Loire, Trélazé Nézőszám: 2291 Játékvezetők: Aare Halliko (EST), Ognjen Jokic (MNE), Zdenko Zubak (SVK) |
| 2013. június 16. 12:30 | (13–15, 15–11, 7–18, 8–13) Jegyzőkönyv |           |                  | Arena Loire, Trélazé Nézőszám: 2291 Játékvezetők: Aare Halliko (EST), Ognjen Jokic (MNE), Zdenko Zubak (SVK) |
| 2013. június 16. 12:30 | három játékos 8                        | Pont      | Leuchanka 13     | Arena Loire, Trélazé Nézőszám: 2291 Játékvezetők: Aare Halliko (EST), Ognjen Jokic (MNE), Zdenko Zubak (SVK) |
| 2013. június 16. 12:30 | négy játékos 4                         | Lepattanó | Leuchanka 12     | Arena Loire, Trélazé Nézőszám: 2291 Játékvezetők: Aare Halliko (EST), Ognjen Jokic (MNE), Zdenko Zubak (SVK) |
| 2013. június 16. 12:30 | Ivezić, Lelas 3                        | Gólpassz  | Likhtarovich 4   | Arena Loire, Trélazé Nézőszám: 2291 Játékvezetők: Aare Halliko (EST), Ognjen Jokic (MNE), Zdenko Zubak (SVK) |

| 2013. június 16. 18:30 | Csehország                             | 70–51     | Litvánia        | Arena Loire, Trélazé Nézőszám: 3937 Játékvezetők: Borys Shulga (UKR), Karolina Andersson (FIN), Ilya Putenko (RUS) |
| 2013. június 16. 18:30 | (14–14, 25–8, 14–9, 17–20) Jegyzőkönyv |           |                 | Arena Loire, Trélazé Nézőszám: 3937 Játékvezetők: Borys Shulga (UKR), Karolina Andersson (FIN), Ilya Putenko (RUS) |
| 2013. június 16. 18:30 | Kulichová 15                           | Pont      | Petronytė 13    | Arena Loire, Trélazé Nézőszám: 3937 Játékvezetők: Borys Shulga (UKR), Karolina Andersson (FIN), Ilya Putenko (RUS) |
| 2013. június 16. 18:30 | Kulichová 7                            | Lepattanó | Paugaitė 7      | Arena Loire, Trélazé Nézőszám: 3937 Játékvezetők: Borys Shulga (UKR), Karolina Andersson (FIN), Ilya Putenko (RUS) |
| 2013. június 16. 18:30 | Bortelová 5                            | Gólpassz  | három játékos 2 | Arena Loire, Trélazé Nézőszám: 3937 Játékvezetők: Borys Shulga (UKR), Karolina Andersson (FIN), Ilya Putenko (RUS) |

| 2013. június 17. 12:30 | Litvánia                                 | 72–67     | Fehéroroszország | Arena Loire, Trélazé Nézőszám: 1311 Játékvezetők: Anna Cardus (ESP), Ognjen Jokic (MNE), Asa Johansson (SWE) |
| 2013. június 17. 12:30 | (15–14, 20–20, 16–21, 21–12) Jegyzőkönyv |           |                  | Arena Loire, Trélazé Nézőszám: 1311 Játékvezetők: Anna Cardus (ESP), Ognjen Jokic (MNE), Asa Johansson (SWE) |
| 2013. június 17. 12:30 | Gutkauskaitė 15                          | Pont      | Tarasava 16      | Arena Loire, Trélazé Nézőszám: 1311 Játékvezetők: Anna Cardus (ESP), Ognjen Jokic (MNE), Asa Johansson (SWE) |
| 2013. június 17. 12:30 | Paugaitė 9                               | Lepattanó | Kress 7          | Arena Loire, Trélazé Nézőszám: 1311 Játékvezetők: Anna Cardus (ESP), Ognjen Jokic (MNE), Asa Johansson (SWE) |
| 2013. június 17. 12:30 | Petronytė 3                              | Gólpassz  | Anufryienka 4    | Arena Loire, Trélazé Nézőszám: 1311 Játékvezetők: Anna Cardus (ESP), Ognjen Jokic (MNE), Asa Johansson (SWE) |

| 2013. június 17. 18:30 | Csehország                               | 74–68     | Horvátország        | Arena Loire, Trélazé Nézőszám: 5000 Játékvezetők: Emilio Perez (ESP), Moritz Reiter (GER), Sérgio Silva (POR) |
| 2013. június 17. 18:30 | (24–20, 13–12, 21–14, 16–22) Jegyzőkönyv |           |                     | Arena Loire, Trélazé Nézőszám: 5000 Játékvezetők: Emilio Perez (ESP), Moritz Reiter (GER), Sérgio Silva (POR) |
| 2013. június 17. 18:30 | Hindraková 17                            | Pont      | Lelas, Slišković 13 | Arena Loire, Trélazé Nézőszám: 5000 Játékvezetők: Emilio Perez (ESP), Moritz Reiter (GER), Sérgio Silva (POR) |
| 2013. június 17. 18:30 | Kulichová 10                             | Lepattanó | Ivezić, Slišković 7 | Arena Loire, Trélazé Nézőszám: 5000 Játékvezetők: Emilio Perez (ESP), Moritz Reiter (GER), Sérgio Silva (POR) |
| 2013. június 17. 18:30 | Bortelová 5                              | Gólpassz  | Ciglar 5            | Arena Loire, Trélazé Nézőszám: 5000 Játékvezetők: Emilio Perez (ESP), Moritz Reiter (GER), Sérgio Silva (POR) |

### Középdöntő
| Jelmagyarázat                                                             |
| ------------------------------------------------------------------------- |
| A csoportok első négy helyezettje bejutott az egyenes kieséses szakaszba. |
| A csoportok ötödik, hatodik helyezettjei kiestek.                         |

#### E csoport
| Csapat        | M | Gy | V | P+  | P–  | Gk   | P  |
| ------------- | - | -- | - | --- | --- | ---- | -- |
| Spanyolország | 5 | 5  | 0 | 351 | 250 | +101 | 10 |
| Törökország   | 5 | 4  | 1 | 318 | 263 | +55  | 9  |
| Olaszország   | 5 | 3  | 2 | 293 | 307 | −14  | 8  |
| Svédország    | 5 | 2  | 3 | 307 | 339 | −32  | 7  |
| Montenegró    | 5 | 1  | 4 | 302 | 330 | −28  | 6  |
| Szlovákia     | 5 | 0  | 5 | 274 | 356 | −82  | 5  |

| 2013. június 20. 14:00 | Szlovákia                               | 44–80     | Spanyolország       | Palais des sports Saint-Sauveur, Lille Nézőszám: 1000 Játékvezetők: Ingus Baumanis (LAT), Fabiana Martinescu (ROU), Gintaras Vitkauskas (LTU) |
| 2013. június 20. 14:00 | (9–22, 13–22, 10–16, 12–20) Jegyzőkönyv |           |                     | Palais des sports Saint-Sauveur, Lille Nézőszám: 1000 Játékvezetők: Ingus Baumanis (LAT), Fabiana Martinescu (ROU), Gintaras Vitkauskas (LTU) |
| 2013. június 20. 14:00 | Lukačovičová 11                         | Pont      | Lyttle 18           | Palais des sports Saint-Sauveur, Lille Nézőszám: 1000 Játékvezetők: Ingus Baumanis (LAT), Fabiana Martinescu (ROU), Gintaras Vitkauskas (LTU) |
| 2013. június 20. 14:00 | Tetemondová 7                           | Lepattanó | három játékos 5     | Palais des sports Saint-Sauveur, Lille Nézőszám: 1000 Játékvezetők: Ingus Baumanis (LAT), Fabiana Martinescu (ROU), Gintaras Vitkauskas (LTU) |
| 2013. június 20. 14:00 | Baburová, Vynuchalova 2                 | Gólpassz  | Xargay, Valdemoro 4 | Palais des sports Saint-Sauveur, Lille Nézőszám: 1000 Játékvezetők: Ingus Baumanis (LAT), Fabiana Martinescu (ROU), Gintaras Vitkauskas (LTU) |

| 2013. június 20. 16:30 | Svédország                               | 69–58     | Montenegró     | Palais des sports Saint-Sauveur, Lille Nézőszám: 502 Játékvezetők: Aleksandar Glisic (SRB), Ilona Kucerova (CZE), Maka Kupatadze (GEO) |
| 2013. június 20. 16:30 | (22–15, 16–16, 10–13, 21–14) Jegyzőkönyv |           |                | Palais des sports Saint-Sauveur, Lille Nézőszám: 502 Játékvezetők: Aleksandar Glisic (SRB), Ilona Kucerova (CZE), Maka Kupatadze (GEO) |
| 2013. június 20. 16:30 | F. Eldebrink 21                          | Pont      | Dubljević 17   | Palais des sports Saint-Sauveur, Lille Nézőszám: 502 Játékvezetők: Aleksandar Glisic (SRB), Ilona Kucerova (CZE), Maka Kupatadze (GEO) |
| 2013. június 20. 16:30 | Barthold 8                               | Lepattanó | Perovanović 14 | Palais des sports Saint-Sauveur, Lille Nézőszám: 502 Játékvezetők: Aleksandar Glisic (SRB), Ilona Kucerova (CZE), Maka Kupatadze (GEO) |
| 2013. június 20. 16:30 | E. Eldebrink 5                           | Gólpassz  | Škerović 3     | Palais des sports Saint-Sauveur, Lille Nézőszám: 502 Játékvezetők: Aleksandar Glisic (SRB), Ilona Kucerova (CZE), Maka Kupatadze (GEO) |

| 2013. június 20. 20:00 | Olaszország                             | 46–66     | Törökország        | Palais des sports Saint-Sauveur, Lille Nézőszám: 1250 Játékvezetők: Nicolas Maestre (FRA), Antonis Demetriou (CYP), Tomislav Hordov (CRO) |
| 2013. június 20. 20:00 | (16–20, 13–14, 2–17, 15–15) Jegyzőkönyv |           |                    | Palais des sports Saint-Sauveur, Lille Nézőszám: 1250 Játékvezetők: Nicolas Maestre (FRA), Antonis Demetriou (CYP), Tomislav Hordov (CRO) |
| 2013. június 20. 20:00 | Sottana 11                              | Pont      | Dalgalar 10        | Palais des sports Saint-Sauveur, Lille Nézőszám: 1250 Játékvezetők: Nicolas Maestre (FRA), Antonis Demetriou (CYP), Tomislav Hordov (CRO) |
| 2013. június 20. 20:00 | Cinili, Formica 5                       | Lepattanó | Çağlar 12          | Palais des sports Saint-Sauveur, Lille Nézőszám: 1250 Játékvezetők: Nicolas Maestre (FRA), Antonis Demetriou (CYP), Tomislav Hordov (CRO) |
| 2013. június 20. 20:00 | Masciadri, Zanoni 2                     | Gólpassz  | Palazoğlu, Alben 4 | Palais des sports Saint-Sauveur, Lille Nézőszám: 1250 Játékvezetők: Nicolas Maestre (FRA), Antonis Demetriou (CYP), Tomislav Hordov (CRO) |

| 2013. június 22. 14:00 | Olaszország                            | 58–47     | Szlovákia    | Palais des sports Saint-Sauveur, Lille Nézőszám: 1200 Játékvezetők: Jasmina Juras (SRB), Ilona Kucerova (CZE), Maka Kupatadze (GEO) |
| 2013. június 22. 14:00 | (12–10, 8–10, 20–9, 18–18) Jegyzőkönyv |           |              | Palais des sports Saint-Sauveur, Lille Nézőszám: 1200 Játékvezetők: Jasmina Juras (SRB), Ilona Kucerova (CZE), Maka Kupatadze (GEO) |
| 2013. június 22. 14:00 | Sottana 22                             | Pont      | Kupčíková 12 | Palais des sports Saint-Sauveur, Lille Nézőszám: 1200 Játékvezetők: Jasmina Juras (SRB), Ilona Kucerova (CZE), Maka Kupatadze (GEO) |
| 2013. június 22. 14:00 | Ress 9                                 | Lepattanó | Kupčíková 9  | Palais des sports Saint-Sauveur, Lille Nézőszám: 1200 Játékvezetők: Jasmina Juras (SRB), Ilona Kucerova (CZE), Maka Kupatadze (GEO) |
| 2013. június 22. 14:00 | Gatti 4                                | Gólpassz  | Sujová 4     | Palais des sports Saint-Sauveur, Lille Nézőszám: 1200 Játékvezetők: Jasmina Juras (SRB), Ilona Kucerova (CZE), Maka Kupatadze (GEO) |

| 2013. június 22. 16:30 | Törökország                              | 72–51     | Svédország      | Palais des sports Saint-Sauveur, Lille Nézőszám: 1021 Játékvezetők: Haydn Jones (WAL), Ingus Baumanis (LAT), Gintaras Vitkauskas (LTU) |
| 2013. június 22. 16:30 | (17–16, 14–10, 24–11, 17–14) Jegyzőkönyv |           |                 | Palais des sports Saint-Sauveur, Lille Nézőszám: 1021 Játékvezetők: Haydn Jones (WAL), Ingus Baumanis (LAT), Gintaras Vitkauskas (LTU) |
| 2013. június 22. 16:30 | Alben 15                                 | Pont      | F. Eldebrink 15 | Palais des sports Saint-Sauveur, Lille Nézőszám: 1021 Játékvezetők: Haydn Jones (WAL), Ingus Baumanis (LAT), Gintaras Vitkauskas (LTU) |
| 2013. június 22. 16:30 | Çağlar 7                                 | Lepattanó | E. Eldebrink 8  | Palais des sports Saint-Sauveur, Lille Nézőszám: 1021 Játékvezetők: Haydn Jones (WAL), Ingus Baumanis (LAT), Gintaras Vitkauskas (LTU) |
| 2013. június 22. 16:30 | Vardarlı 5                               | Gólpassz  | E. Eldebrink 6  | Palais des sports Saint-Sauveur, Lille Nézőszám: 1021 Játékvezetők: Haydn Jones (WAL), Ingus Baumanis (LAT), Gintaras Vitkauskas (LTU) |

| 2013. június 22. 20:00 | Montenegró                               | 50–66     | Spanyolország | Palais des sports Saint-Sauveur, Lille Nézőszám: 1650 Játékvezetők: Carole Delauné (FRA), Nikolaos Somos (GRE), Tomislav Hordov (CRO) |
| 2013. június 22. 20:00 | (10–18, 17–16, 11–17, 12–15) Jegyzőkönyv |           |               | Palais des sports Saint-Sauveur, Lille Nézőszám: 1650 Játékvezetők: Carole Delauné (FRA), Nikolaos Somos (GRE), Tomislav Hordov (CRO) |
| 2013. június 22. 20:00 | Perovanović 19                           | Pont      | Lyttle 21     | Palais des sports Saint-Sauveur, Lille Nézőszám: 1650 Játékvezetők: Carole Delauné (FRA), Nikolaos Somos (GRE), Tomislav Hordov (CRO) |
| 2013. június 22. 20:00 | DeForge 6                                | Lepattanó | Lyttle 11     | Palais des sports Saint-Sauveur, Lille Nézőszám: 1650 Játékvezetők: Carole Delauné (FRA), Nikolaos Somos (GRE), Tomislav Hordov (CRO) |
| 2013. június 22. 20:00 | Dubljević 5                              | Gólpassz  | Palau 6       | Palais des sports Saint-Sauveur, Lille Nézőszám: 1650 Játékvezetők: Carole Delauné (FRA), Nikolaos Somos (GRE), Tomislav Hordov (CRO) |

| 2013. június 24. 14:00 | Montenegró                             | 60–66     | Olaszország  | Palais des sports Saint-Sauveur, Lille Nézőszám: 1100 Játékvezetők: Haydn Jones (WAL), Nikolaos Somos (GRE), Antonis Demetriou (CYP) |
| 2013. június 24. 14:00 | (22–23, 23–11, 9–22, 6–10) Jegyzőkönyv |           |              | Palais des sports Saint-Sauveur, Lille Nézőszám: 1100 Játékvezetők: Haydn Jones (WAL), Nikolaos Somos (GRE), Antonis Demetriou (CYP) |
| 2013. június 24. 14:00 | Dubljević 20                           | Pont      | Masciadri 15 | Palais des sports Saint-Sauveur, Lille Nézőszám: 1100 Játékvezetők: Haydn Jones (WAL), Nikolaos Somos (GRE), Antonis Demetriou (CYP) |
| 2013. június 24. 14:00 | Dubljević 14                           | Lepattanó | Ress 12      | Palais des sports Saint-Sauveur, Lille Nézőszám: 1100 Játékvezetők: Haydn Jones (WAL), Nikolaos Somos (GRE), Antonis Demetriou (CYP) |
| 2013. június 24. 14:00 | Dubljević 4                            | Gólpassz  | Sottana 6    | Palais des sports Saint-Sauveur, Lille Nézőszám: 1100 Játékvezetők: Haydn Jones (WAL), Nikolaos Somos (GRE), Antonis Demetriou (CYP) |

| 2013. június 24. 16:30 | Svédország                              | 75–72     | Szlovákia             | Palais des sports Saint-Sauveur, Lille Nézőszám: 1402 Játékvezetők: Jasmina Juras (SRB), Aliaksandr Syrytsa (BLR), Tomislav Hordov (CRO) |
| 2013. június 24. 16:30 | (24–11, 22–25, 9–14, 20–22) Jegyzőkönyv |           |                       | Palais des sports Saint-Sauveur, Lille Nézőszám: 1402 Játékvezetők: Jasmina Juras (SRB), Aliaksandr Syrytsa (BLR), Tomislav Hordov (CRO) |
| 2013. június 24. 16:30 | Egnell, F. Eldebrink 17                 | Pont      | Kupčíková 15          | Palais des sports Saint-Sauveur, Lille Nézőszám: 1402 Játékvezetők: Jasmina Juras (SRB), Aliaksandr Syrytsa (BLR), Tomislav Hordov (CRO) |
| 2013. június 24. 16:30 | Barthold 7                              | Lepattanó | Vynuchalova 10        | Palais des sports Saint-Sauveur, Lille Nézőszám: 1402 Játékvezetők: Jasmina Juras (SRB), Aliaksandr Syrytsa (BLR), Tomislav Hordov (CRO) |
| 2013. június 24. 16:30 | F. Eldebrink 4                          | Gólpassz  | Kubatová, Kupčíková 3 | Palais des sports Saint-Sauveur, Lille Nézőszám: 1402 Játékvezetők: Jasmina Juras (SRB), Aliaksandr Syrytsa (BLR), Tomislav Hordov (CRO) |

| 2013. június 24. 20:00 | Spanyolország                           | 61–48     | Törökország               | Palais des sports Saint-Sauveur, Lille Nézőszám: 1650 Játékvezetők: Aleksandar Glisic (SRB), Nicolas Maestre (FRA), Fabiana Martinescu (ROU) |
| 2013. június 24. 20:00 | (15–10, 17–7, 11–21, 18–10) Jegyzőkönyv |           |                           | Palais des sports Saint-Sauveur, Lille Nézőszám: 1650 Játékvezetők: Aleksandar Glisic (SRB), Nicolas Maestre (FRA), Fabiana Martinescu (ROU) |
| 2013. június 24. 20:00 | Lyttle 18                               | Pont      | négy játékos 8            | Palais des sports Saint-Sauveur, Lille Nézőszám: 1650 Játékvezetők: Aleksandar Glisic (SRB), Nicolas Maestre (FRA), Fabiana Martinescu (ROU) |
| 2013. június 24. 20:00 | Lyttle 13                               | Lepattanó | Vardarlı, Hollingsworth 8 | Palais des sports Saint-Sauveur, Lille Nézőszám: 1650 Játékvezetők: Aleksandar Glisic (SRB), Nicolas Maestre (FRA), Fabiana Martinescu (ROU) |
| 2013. június 24. 20:00 | Dominguez 3                             | Gólpassz  | Vardarlı 4                | Palais des sports Saint-Sauveur, Lille Nézőszám: 1650 Játékvezetők: Aleksandar Glisic (SRB), Nicolas Maestre (FRA), Fabiana Martinescu (ROU) |

#### F csoport
| Csapat           | M | Gy | V | P+  | P–  | Gk   | P  |
| ---------------- | - | -- | - | --- | --- | ---- | -- |
| Franciaország    | 5 | 5  | 0 | 355 | 248 | +107 | 10 |
| Szerbia          | 5 | 3  | 2 | 306 | 323 | −17  | 8  |
| Fehéroroszország | 5 | 3  | 2 | 286 | 255 | +31  | 8  |
| Csehország       | 5 | 2  | 3 | 287 | 322 | −35  | 7  |
| Nagy-Britannia   | 5 | 2  | 3 | 324 | 363 | −39  | 7  |
| Horvátország     | 5 | 0  | 5 | 324 | 371 | −47  | 5  |

| 2013. június 19. 14:00 | Csehország                               | 66–55     | Nagy-Britannia     | Vendéspace, Mouilleron-le-Captif Nézőszám: 2000 Játékvezetők: Saverio Lanzarini (ITA), Moritz Reiter (GER), Ilya Putenko (RUS) |
| 2013. június 19. 14:00 | (17–13, 15–10, 15–13, 19–19) Jegyzőkönyv |           |                    | Vendéspace, Mouilleron-le-Captif Nézőszám: 2000 Játékvezetők: Saverio Lanzarini (ITA), Moritz Reiter (GER), Ilya Putenko (RUS) |
| 2013. június 19. 14:00 | Zrůstová 20                              | Pont      | Leedham 20         | Vendéspace, Mouilleron-le-Captif Nézőszám: 2000 Játékvezetők: Saverio Lanzarini (ITA), Moritz Reiter (GER), Ilya Putenko (RUS) |
| 2013. június 19. 14:00 | Burgrová 9                               | Lepattanó | Leedham, Stewart 8 | Vendéspace, Mouilleron-le-Captif Nézőszám: 2000 Játékvezetők: Saverio Lanzarini (ITA), Moritz Reiter (GER), Ilya Putenko (RUS) |
| 2013. június 19. 14:00 | Bortelová 5                              | Gólpassz  | Leedham 6          | Vendéspace, Mouilleron-le-Captif Nézőszám: 2000 Játékvezetők: Saverio Lanzarini (ITA), Moritz Reiter (GER), Ilya Putenko (RUS) |

| 2013. június 19. 16:30 | Szerbia                                 | 54–48     | Fehéroroszország | Vendéspace, Mouilleron-le-Captif Nézőszám: 2000 Játékvezetők: Emilio Perez (ESP), Aare Halliko (EST), Karolina Andersson (FIN) |
| 2013. június 19. 16:30 | (14–9, 10–10, 19–13, 11–16) Jegyzőkönyv |           |                  | Vendéspace, Mouilleron-le-Captif Nézőszám: 2000 Játékvezetők: Emilio Perez (ESP), Aare Halliko (EST), Karolina Andersson (FIN) |
| 2013. június 19. 16:30 | M. Dabović, A.Dabović 13                | Pont      | Verameyenka 12   | Vendéspace, Mouilleron-le-Captif Nézőszám: 2000 Játékvezetők: Emilio Perez (ESP), Aare Halliko (EST), Karolina Andersson (FIN) |
| 2013. június 19. 16:30 | Matić 5                                 | Lepattanó | Leuchanka 16     | Vendéspace, Mouilleron-le-Captif Nézőszám: 2000 Játékvezetők: Emilio Perez (ESP), Aare Halliko (EST), Karolina Andersson (FIN) |
| 2013. június 19. 16:30 | A. Dabović 5                            | Gólpassz  | Verameyenka 3    | Vendéspace, Mouilleron-le-Captif Nézőszám: 2000 Játékvezetők: Emilio Perez (ESP), Aare Halliko (EST), Karolina Andersson (FIN) |

| 2013. június 19. 20:00 | Horvátország                            | 70–78     | Franciaország         | Vendéspace, Mouilleron-le-Captif Nézőszám: 4100 Játékvezetők: Borys Shulga (UKR), Anna Cardus (ESP), Özlem Yalman (TUR) |
| 2013. június 19. 20:00 | (10–23, 9–20, 30–22, 21–13) Jegyzőkönyv |           |                       | Vendéspace, Mouilleron-le-Captif Nézőszám: 4100 Játékvezetők: Borys Shulga (UKR), Anna Cardus (ESP), Özlem Yalman (TUR) |
| 2013. június 19. 20:00 | Lelas 18                                | Pont      | Lawson-Wade 12        | Vendéspace, Mouilleron-le-Captif Nézőszám: 4100 Játékvezetők: Borys Shulga (UKR), Anna Cardus (ESP), Özlem Yalman (TUR) |
| 2013. június 19. 20:00 | Lelas 9                                 | Lepattanó | Gruda 8               | Vendéspace, Mouilleron-le-Captif Nézőszám: 4100 Játékvezetők: Borys Shulga (UKR), Anna Cardus (ESP), Özlem Yalman (TUR) |
| 2013. június 19. 20:00 | Ivezić, Mišura 3                        | Gólpassz  | Lawson-Wade, Dumerc 3 | Vendéspace, Mouilleron-le-Captif Nézőszám: 4100 Játékvezetők: Borys Shulga (UKR), Anna Cardus (ESP), Özlem Yalman (TUR) |

| 2013. június 21. 14:00 | Horvátország                             | 64–77     | Szerbia        | Vendéspace, Mouilleron-le-Captif Nézőszám: 2100 Játékvezetők: Emilio Perez (ESP), Moritz Reiter (GER), Zdenko Zubak (SVK) |
| 2013. június 21. 14:00 | (12–23, 21–21, 18–18, 13–15) Jegyzőkönyv |           |                | Vendéspace, Mouilleron-le-Captif Nézőszám: 2100 Játékvezetők: Emilio Perez (ESP), Moritz Reiter (GER), Zdenko Zubak (SVK) |
| 2013. június 21. 14:00 | Vrsaljko 14                              | Pont      | Milovanović 19 | Vendéspace, Mouilleron-le-Captif Nézőszám: 2100 Játékvezetők: Emilio Perez (ESP), Moritz Reiter (GER), Zdenko Zubak (SVK) |
| 2013. június 21. 14:00 | Lelas 9                                  | Lepattanó | Rad 9          | Vendéspace, Mouilleron-le-Captif Nézőszám: 2100 Játékvezetők: Emilio Perez (ESP), Moritz Reiter (GER), Zdenko Zubak (SVK) |
| 2013. június 21. 14:00 | Jelavić 5                                | Gólpassz  | Dabović 5      | Vendéspace, Mouilleron-le-Captif Nézőszám: 2100 Játékvezetők: Emilio Perez (ESP), Moritz Reiter (GER), Zdenko Zubak (SVK) |

| 2013. június 21. 16:30 | Nagy-Britannia                          | 61–71     | Fehéroroszország | Vendéspace, Mouilleron-le-Captif Nézőszám: 2100 Játékvezetők: Sérgio Silva (POR), Ognjen Jokic (MNE), Özlem Yalman (TUR) |
| 2013. június 21. 16:30 | (15–15, 13–19, 18–9, 15–28) Jegyzőkönyv |           |                  | Vendéspace, Mouilleron-le-Captif Nézőszám: 2100 Játékvezetők: Sérgio Silva (POR), Ognjen Jokic (MNE), Özlem Yalman (TUR) |
| 2013. június 21. 16:30 | Leedham 16                              | Pont      | Snytsina 15      | Vendéspace, Mouilleron-le-Captif Nézőszám: 2100 Játékvezetők: Sérgio Silva (POR), Ognjen Jokic (MNE), Özlem Yalman (TUR) |
| 2013. június 21. 16:30 | Handy, Leedham 6                        | Lepattanó | Leuchanka 13     | Vendéspace, Mouilleron-le-Captif Nézőszám: 2100 Játékvezetők: Sérgio Silva (POR), Ognjen Jokic (MNE), Özlem Yalman (TUR) |
| 2013. június 21. 16:30 | Butler 4                                | Gólpassz  | Verameyenka 3    | Vendéspace, Mouilleron-le-Captif Nézőszám: 2100 Játékvezetők: Sérgio Silva (POR), Ognjen Jokic (MNE), Özlem Yalman (TUR) |

| 2013. június 21. 20:00 | Franciaország                            | 64–49     | Csehország   | Vendéspace, Mouilleron-le-Captif Nézőszám: 4000 Játékvezetők: Borys Shulga (UKR), Piotr Pastusiak (POL), Asa Johansson (SWE) |
| 2013. június 21. 20:00 | (17–12, 17–11, 14–11, 16–15) Jegyzőkönyv |           |              | Vendéspace, Mouilleron-le-Captif Nézőszám: 4000 Játékvezetők: Borys Shulga (UKR), Piotr Pastusiak (POL), Asa Johansson (SWE) |
| 2013. június 21. 20:00 | Gruda 21                                 | Pont      | Kulichová 10 | Vendéspace, Mouilleron-le-Captif Nézőszám: 4000 Játékvezetők: Borys Shulga (UKR), Piotr Pastusiak (POL), Asa Johansson (SWE) |
| 2013. június 21. 20:00 | Yacoubou, Gruda 10                       | Lepattanó | Burgrová 8   | Vendéspace, Mouilleron-le-Captif Nézőszám: 4000 Játékvezetők: Borys Shulga (UKR), Piotr Pastusiak (POL), Asa Johansson (SWE) |
| 2013. június 21. 20:00 | Dumerc 4                                 | Gólpassz  | Bartoňová 5  | Vendéspace, Mouilleron-le-Captif Nézőszám: 4000 Játékvezetők: Borys Shulga (UKR), Piotr Pastusiak (POL), Asa Johansson (SWE) |

| 2013. június 23. 14:00 | Csehország                              | 59–75     | Szerbia       | Vendéspace, Mouilleron-le-Captif Nézőszám: 2500 Játékvezetők: Anna Cardus (ESP), Sérgio Silva (POR), Ilya Putenko (RUS) |
| 2013. június 23. 14:00 | (11–15, 4–21, 15–13, 29–26) Jegyzőkönyv |           |               | Vendéspace, Mouilleron-le-Captif Nézőszám: 2500 Játékvezetők: Anna Cardus (ESP), Sérgio Silva (POR), Ilya Putenko (RUS) |
| 2013. június 23. 14:00 | Zrůstová 15                             | Pont      | Dabović 17    | Vendéspace, Mouilleron-le-Captif Nézőszám: 2500 Játékvezetők: Anna Cardus (ESP), Sérgio Silva (POR), Ilya Putenko (RUS) |
| 2013. június 23. 14:00 | Kulichová 8                             | Lepattanó | Milovanović 8 | Vendéspace, Mouilleron-le-Captif Nézőszám: 2500 Játékvezetők: Anna Cardus (ESP), Sérgio Silva (POR), Ilya Putenko (RUS) |
| 2013. június 23. 14:00 | három játékos 3                         | Gólpassz  | Dabović 5     | Vendéspace, Mouilleron-le-Captif Nézőszám: 2500 Játékvezetők: Anna Cardus (ESP), Sérgio Silva (POR), Ilya Putenko (RUS) |

| 2013. június 23. 16:30 | Nagy-Britannia                           | 85–79     | Horvátország | Vendéspace, Mouilleron-le-Captif Nézőszám: 2500 Játékvezetők: Saverio Lanzarini (ITA), Ognjen Jokic (MNE), Asa Johansson (SWE) |
| 2013. június 23. 16:30 | (19–13, 25–21, 20–20, 21–25) Jegyzőkönyv |           |              | Vendéspace, Mouilleron-le-Captif Nézőszám: 2500 Játékvezetők: Saverio Lanzarini (ITA), Ognjen Jokic (MNE), Asa Johansson (SWE) |
| 2013. június 23. 16:30 | Leedham 26                               | Pont      | Lelas 17     | Vendéspace, Mouilleron-le-Captif Nézőszám: 2500 Játékvezetők: Saverio Lanzarini (ITA), Ognjen Jokic (MNE), Asa Johansson (SWE) |
| 2013. június 23. 16:30 | Leedham 9                                | Lepattanó | Lelas 15     | Vendéspace, Mouilleron-le-Captif Nézőszám: 2500 Játékvezetők: Saverio Lanzarini (ITA), Ognjen Jokic (MNE), Asa Johansson (SWE) |
| 2013. június 23. 16:30 | Leedham 10                               | Gólpassz  | Lelas 5      | Vendéspace, Mouilleron-le-Captif Nézőszám: 2500 Játékvezetők: Saverio Lanzarini (ITA), Ognjen Jokic (MNE), Asa Johansson (SWE) |

| 2013. június 23. 20:00 | Fehéroroszország                        | 50–58     | Franciaország        | Vendéspace, Mouilleron-le-Captif Nézőszám: 4000 Játékvezetők: Aare Halliko (EST), Karolina Andersson (FIN), Zdenko Zubak (SVK) |
| 2013. június 23. 20:00 | (7–12, 13–14, 14–19, 16–13) Jegyzőkönyv |           |                      | Vendéspace, Mouilleron-le-Captif Nézőszám: 4000 Játékvezetők: Aare Halliko (EST), Karolina Andersson (FIN), Zdenko Zubak (SVK) |
| 2013. június 23. 20:00 | Snytsina 16                             | Pont      | Gruda 18             | Vendéspace, Mouilleron-le-Captif Nézőszám: 4000 Játékvezetők: Aare Halliko (EST), Karolina Andersson (FIN), Zdenko Zubak (SVK) |
| 2013. június 23. 20:00 | Likhtarovich 7                          | Lepattanó | Dumerc, Ndongue 5    | Vendéspace, Mouilleron-le-Captif Nézőszám: 4000 Játékvezetők: Aare Halliko (EST), Karolina Andersson (FIN), Zdenko Zubak (SVK) |
| 2013. június 23. 20:00 | Snytsina 4                              | Gólpassz  | Lawson-Wade, Gomis 4 | Vendéspace, Mouilleron-le-Captif Nézőszám: 4000 Játékvezetők: Aare Halliko (EST), Karolina Andersson (FIN), Zdenko Zubak (SVK) |

### Egyenes kieséses szakasz
|  |              |                  |               |               |    |               |               |            |               |               |               |       |       |
|  | Negyeddöntők | Negyeddöntők     | Negyeddöntők  |               |    | Elődöntők     | Elődöntők     | Elődöntők  |               |               | Döntő         | Döntő | Döntő |
|  | Negyeddöntők | Negyeddöntők     | Negyeddöntők  |               |    | Elődöntők     | Elődöntők     | Elődöntők  |               |               | Döntő         | Döntő | Döntő |
|  | június 26.   |                  |               |               |    |               |               |            |               |               |               |       |       |
|  |              |                  |               |               |    |               |               |            |               |               |               |       |       |
|  | E1           | Spanyolország    | 75            |               |    |               |               |            |               |               |               |       |       |
|  | E1           | Spanyolország    | 75            | június 28.    |    |               |               |            |               |               |               |       |       |
|  | F4           | Csehország       | 58            |               |    |               |               |            |               |               |               |       |       |
|  | F4           | Csehország       | 58            |               |    | Spanyolország | Spanyolország | 88         |               |               |               |       |       |
|  | június 26.   |                  |               |               |    | Spanyolország | Spanyolország | 88         |               |               |               |       |       |
|  |              |                  | Szerbia       | Szerbia       | 69 |               |               |            |               |               |               |       |       |
|  | F2           | Szerbia          | Szerbia       | Szerbia       | 69 | 85            |               |            |               |               |               |       |       |
|  | F2           | Szerbia          |               |               |    | 85            | június 30.    |            |               |               |               |       |       |
|  | E3           | Olaszország      | 79            |               |    |               |               |            |               |               |               |       |       |
|  | E3           | Olaszország      | 79            |               |    | Spanyolország | Spanyolország | 70         |               |               |               |       |       |
|  | június 27.   |                  |               |               |    | Spanyolország | Spanyolország | 70         |               |               |               |       |       |
|  |              |                  | Franciaország | Franciaország | 69 |               |               |            |               |               |               |       |       |
|  | E2           | Törökország      | Franciaország | Franciaország | 69 | 55            |               |            |               |               |               |       |       |
|  | E2           | Törökország      | június 28.    |               |    | 55            |               |            |               |               |               |       |       |
|  | F3           | Fehéroroszország | 41            |               |    |               |               |            |               |               |               |       |       |
|  | F3           | Fehéroroszország | 41            |               |    | Törökország   | Törökország   | 49         | Bronzmérkőzés | Bronzmérkőzés | Bronzmérkőzés |       |       |
|  | június 27.   |                  |               |               |    | Törökország   | Törökország   | 49         | Bronzmérkőzés | Bronzmérkőzés | Bronzmérkőzés |       |       |
|  |              |                  | Franciaország | Franciaország | 57 |               |               | június 30. | június 30.    | június 30.    |               |       |       |
|  | F1           | Franciaország    | Franciaország | Franciaország | 57 | 87            |               | június 30. | június 30.    | június 30.    |               |       |       |
|  | F1           | Franciaország    |               |               |    |               |               | Szerbia    | Szerbia       | 71            |               |       |       |
|  | E4           | Svédország       | 83            |               |    |               |               | Szerbia    | Szerbia       | 71            |               |       |       |
|  | E4           | Svédország       | 83            |               |    | Törökország   | Törökország   | 92         |               |               |               |       |       |
|  |              |                  |               |               |    | Törökország   | Törökország   | 92         |               |               |               |       |       |

#### Negyeddöntők
| 2013. június 26. 17:00 | Szerbia                                  | 85–79     | Olaszország    | Pévèle Arena, Orchies Nézőszám: 1440 Játékvezetők: Haydn Jones (WAL), Carole Delauné (FRA), Moritz Reiter (GER) |
| 2013. június 26. 17:00 | (23–26, 15–16, 26–23, 21–14) Jegyzőkönyv |           |                | Pévèle Arena, Orchies Nézőszám: 1440 Játékvezetők: Haydn Jones (WAL), Carole Delauné (FRA), Moritz Reiter (GER) |
| 2013. június 26. 17:00 | Milovanović 21                           | Pont      | Sottana 22     | Pévèle Arena, Orchies Nézőszám: 1440 Játékvezetők: Haydn Jones (WAL), Carole Delauné (FRA), Moritz Reiter (GER) |
| 2013. június 26. 17:00 | Rad, Milovanović 7                       | Lepattanó | Ress 7         | Pévèle Arena, Orchies Nézőszám: 1440 Játékvezetők: Haydn Jones (WAL), Carole Delauné (FRA), Moritz Reiter (GER) |
| 2013. június 26. 17:00 | A. Dabović 3                             | Gólpassz  | Gatti, Dotto 5 | Pévèle Arena, Orchies Nézőszám: 1440 Játékvezetők: Haydn Jones (WAL), Carole Delauné (FRA), Moritz Reiter (GER) |

| 2013. június 26. 20:00 | Spanyolország                            | 75–58     | Csehország   | Pévèle Arena, Orchies Nézőszám: 2502 Játékvezetők: Ingus Baumanis (LAT), Fabiana Martinescu (ROU), Aare Halliko (EST) |
| 2013. június 26. 20:00 | (25–15, 16–20, 13–11, 21–12) Jegyzőkönyv |           |              | Pévèle Arena, Orchies Nézőszám: 2502 Játékvezetők: Ingus Baumanis (LAT), Fabiana Martinescu (ROU), Aare Halliko (EST) |
| 2013. június 26. 20:00 | Torrens 29                               | Pont      | Elhotová 13  | Pévèle Arena, Orchies Nézőszám: 2502 Játékvezetők: Ingus Baumanis (LAT), Fabiana Martinescu (ROU), Aare Halliko (EST) |
| 2013. június 26. 20:00 | Lyttle 12                                | Lepattanó | Kulichová 10 | Pévèle Arena, Orchies Nézőszám: 2502 Játékvezetők: Ingus Baumanis (LAT), Fabiana Martinescu (ROU), Aare Halliko (EST) |
| 2013. június 26. 20:00 | Xargay 6                                 | Gólpassz  | Bortelová 6  | Pévèle Arena, Orchies Nézőszám: 2502 Játékvezetők: Ingus Baumanis (LAT), Fabiana Martinescu (ROU), Aare Halliko (EST) |

| 2013. június 27. 17:00 | Törökország                            | 55–41     | Fehéroroszország          | Pévèle Arena, Orchies Nézőszám: 2802 Játékvezetők: Emilio Perez (ESP), Saverio Lanzarini (ITA), Sérgio Silva (POR) |
| 2013. június 27. 17:00 | (14–10, 17–8, 10–15, 14–8) Jegyzőkönyv |           |                           | Pévèle Arena, Orchies Nézőszám: 2802 Játékvezetők: Emilio Perez (ESP), Saverio Lanzarini (ITA), Sérgio Silva (POR) |
| 2013. június 27. 17:00 | İvegin 13                              | Pont      | Snytsina 12               | Pévèle Arena, Orchies Nézőszám: 2802 Játékvezetők: Emilio Perez (ESP), Saverio Lanzarini (ITA), Sérgio Silva (POR) |
| 2013. június 27. 17:00 | Hollingsworth 9                        | Lepattanó | Verameyenka, Leuchanka 11 | Pévèle Arena, Orchies Nézőszám: 2802 Játékvezetők: Emilio Perez (ESP), Saverio Lanzarini (ITA), Sérgio Silva (POR) |
| 2013. június 27. 17:00 | Vardarlı 4                             | Gólpassz  | négy játékos 2            | Pévèle Arena, Orchies Nézőszám: 2802 Játékvezetők: Emilio Perez (ESP), Saverio Lanzarini (ITA), Sérgio Silva (POR) |

| 2013. június 27. 20:00 | Franciaország                            | 87–83     | Svédország         | Pévèle Arena, Orchies Nézőszám: 5000 Játékvezetők: Anna Cardus (ESP), Jasmina Juras (SRB), Ilona Kucerova (CZE) |
| 2013. június 27. 20:00 | (21–22, 17–17, 26–24, 23–20) Jegyzőkönyv |           |                    | Pévèle Arena, Orchies Nézőszám: 5000 Játékvezetők: Anna Cardus (ESP), Jasmina Juras (SRB), Ilona Kucerova (CZE) |
| 2013. június 27. 20:00 | Dumerc 16                                | Pont      | F. Eldebrink 21    | Pévèle Arena, Orchies Nézőszám: 5000 Játékvezetők: Anna Cardus (ESP), Jasmina Juras (SRB), Ilona Kucerova (CZE) |
| 2013. június 27. 20:00 | három játékos 3                          | Lepattanó | Egnell, Barthold 6 | Pévèle Arena, Orchies Nézőszám: 5000 Játékvezetők: Anna Cardus (ESP), Jasmina Juras (SRB), Ilona Kucerova (CZE) |
| 2013. június 27. 20:00 | Lawson-Wade 6                            | Gólpassz  | E. Eldebrink 7     | Pévèle Arena, Orchies Nézőszám: 5000 Játékvezetők: Anna Cardus (ESP), Jasmina Juras (SRB), Ilona Kucerova (CZE) |

#### Az 5–8. helyért
| 2013. június 27. 14:00 | Csehország                               | 72–68     | Olaszország     | Pévèle Arena, Orchies Nézőszám: 500 Játékvezetők: Aleksandar Glisic (SRB), Ognjen Jokic (MNE), Maka Kupatadze (GEO) |
| 2013. június 27. 14:00 | (24–13, 15–21, 13–13, 20–21) Jegyzőkönyv |           |                 | Pévèle Arena, Orchies Nézőszám: 500 Játékvezetők: Aleksandar Glisic (SRB), Ognjen Jokic (MNE), Maka Kupatadze (GEO) |
| 2013. június 27. 14:00 | Elhotová 18                              | Pont      | Sottana 16      | Pévèle Arena, Orchies Nézőszám: 500 Játékvezetők: Aleksandar Glisic (SRB), Ognjen Jokic (MNE), Maka Kupatadze (GEO) |
| 2013. június 27. 14:00 | Burgrová 8                               | Lepattanó | három játékos 6 | Pévèle Arena, Orchies Nézőszám: 500 Játékvezetők: Aleksandar Glisic (SRB), Ognjen Jokic (MNE), Maka Kupatadze (GEO) |
| 2013. június 27. 14:00 | Hindraková 5                             | Gólpassz  | Sottana 3       | Pévèle Arena, Orchies Nézőszám: 500 Játékvezetők: Aleksandar Glisic (SRB), Ognjen Jokic (MNE), Maka Kupatadze (GEO) |

| 2013. június 28. 14:00 | Fehéroroszország                        | 69–48     | Svédország                    | Pévèle Arena, Orchies Nézőszám: 1102 Játékvezetők: Aleksandar Glisic (SRB), Saverio Lanzarini (ITA), Özlem Yalman (TUR) |
| 2013. június 28. 14:00 | (20–16, 11–8, 16–13, 22–11) Jegyzőkönyv |           |                               | Pévèle Arena, Orchies Nézőszám: 1102 Játékvezetők: Aleksandar Glisic (SRB), Saverio Lanzarini (ITA), Özlem Yalman (TUR) |
| 2013. június 28. 14:00 | Anufryienka 17                          | Pont      | F. Eldebrink, E. Eldebrink 11 | Pévèle Arena, Orchies Nézőszám: 1102 Játékvezetők: Aleksandar Glisic (SRB), Saverio Lanzarini (ITA), Özlem Yalman (TUR) |
| 2013. június 28. 14:00 | Verameyenka 9                           | Lepattanó | F. Eldebrink 8                | Pévèle Arena, Orchies Nézőszám: 1102 Játékvezetők: Aleksandar Glisic (SRB), Saverio Lanzarini (ITA), Özlem Yalman (TUR) |
| 2013. június 28. 14:00 | Likhtarovich 5                          | Gólpassz  | E. Eldebrink 5                | Pévèle Arena, Orchies Nézőszám: 1102 Játékvezetők: Aleksandar Glisic (SRB), Saverio Lanzarini (ITA), Özlem Yalman (TUR) |

#### Elődöntők
| 2013. június 28. 17:00 | Spanyolország                           | 88–69     | Szerbia          | Pévèle Arena, Orchies Nézőszám: 4500 Játékvezetők: Aare Halliko (EST), Moritz Reiter (GER), Ilona Kucerova (CZE) |
| 2013. június 28. 17:00 | (19–7, 29–21, 21–14, 19–27) Jegyzőkönyv |           |                  | Pévèle Arena, Orchies Nézőszám: 4500 Játékvezetők: Aare Halliko (EST), Moritz Reiter (GER), Ilona Kucerova (CZE) |
| 2013. június 28. 17:00 | Lyttle 22                               | Pont      | Butulija, Rad 15 | Pévèle Arena, Orchies Nézőszám: 4500 Játékvezetők: Aare Halliko (EST), Moritz Reiter (GER), Ilona Kucerova (CZE) |
| 2013. június 28. 17:00 | Lyttle 11                               | Lepattanó | Ajanović 7       | Pévèle Arena, Orchies Nézőszám: 4500 Játékvezetők: Aare Halliko (EST), Moritz Reiter (GER), Ilona Kucerova (CZE) |
| 2013. június 28. 17:00 | Ouviña 4                                | Gólpassz  | Radočaj 7        | Pévèle Arena, Orchies Nézőszám: 4500 Játékvezetők: Aare Halliko (EST), Moritz Reiter (GER), Ilona Kucerova (CZE) |

| 2013. június 28. 20:00 | Törökország                           | 49–57     | Franciaország  | Pévèle Arena, Orchies Nézőszám: 5000 Játékvezetők: Ingus Baumanis (LAT), Ognjen Jokic (MNE), Fabiana Martinescu (ROU) |
| 2013. június 28. 20:00 | (11–22, 12–9, 17–18, 9–8) Jegyzőkönyv |           |                | Pévèle Arena, Orchies Nézőszám: 5000 Játékvezetők: Ingus Baumanis (LAT), Ognjen Jokic (MNE), Fabiana Martinescu (ROU) |
| 2013. június 28. 20:00 | Tunçluer 20                           | Pont      | Gomis 11       | Pévèle Arena, Orchies Nézőszám: 5000 Játékvezetők: Ingus Baumanis (LAT), Ognjen Jokic (MNE), Fabiana Martinescu (ROU) |
| 2013. június 28. 20:00 | Vardarlı, Yılmaz 7                    | Lepattanó | Miyem, Gruda 9 | Pévèle Arena, Orchies Nézőszám: 5000 Játékvezetők: Ingus Baumanis (LAT), Ognjen Jokic (MNE), Fabiana Martinescu (ROU) |
| 2013. június 28. 20:00 | Alben, İvegin 3                       | Gólpassz  | Gruda 6        | Pévèle Arena, Orchies Nézőszám: 5000 Játékvezetők: Ingus Baumanis (LAT), Ognjen Jokic (MNE), Fabiana Martinescu (ROU) |

#### A 7. helyért
| 2013. június 29. 17:00 | Olaszország                             | 60–77     | Svédország                   | Pévèle Arena, Orchies Nézőszám: 2550 Játékvezetők: Carole Delauné (FRA), Ilona Kucerova (CZE), Özlem Yalman (TUR) |
| 2013. június 29. 17:00 | (13–24, 25–21, 13–19, 9–13) Jegyzőkönyv |           |                              | Pévèle Arena, Orchies Nézőszám: 2550 Játékvezetők: Carole Delauné (FRA), Ilona Kucerova (CZE), Özlem Yalman (TUR) |
| 2013. június 29. 17:00 | Zanoni 11                               | Pont      | Egnell 15                    | Pévèle Arena, Orchies Nézőszám: 2550 Játékvezetők: Carole Delauné (FRA), Ilona Kucerova (CZE), Özlem Yalman (TUR) |
| 2013. június 29. 17:00 | Masciadri 10                            | Lepattanó | Egnell 10                    | Pévèle Arena, Orchies Nézőszám: 2550 Játékvezetők: Carole Delauné (FRA), Ilona Kucerova (CZE), Özlem Yalman (TUR) |
| 2013. június 29. 17:00 | Ress, Gatti 2                           | Gólpassz  | E. Eldebrink, F. Eldebrink 6 | Pévèle Arena, Orchies Nézőszám: 2550 Játékvezetők: Carole Delauné (FRA), Ilona Kucerova (CZE), Özlem Yalman (TUR) |

#### Az 5. helyért
| 2013. június 29. 20:00 | Csehország                              | 50–64     | Fehéroroszország | Pévèle Arena, Orchies Nézőszám: 2302 Játékvezetők: Aare Halliko (EST), Haydn Jones (WAL), Ognjen Jokic (MNE) |
| 2013. június 29. 20:00 | (12–20, 7–15, 17–15, 14–14) Jegyzőkönyv |           |                  | Pévèle Arena, Orchies Nézőszám: 2302 Játékvezetők: Aare Halliko (EST), Haydn Jones (WAL), Ognjen Jokic (MNE) |
| 2013. június 29. 20:00 | Zrůstová 13                             | Pont      | Leuchanka 18     | Pévèle Arena, Orchies Nézőszám: 2302 Játékvezetők: Aare Halliko (EST), Haydn Jones (WAL), Ognjen Jokic (MNE) |
| 2013. június 29. 20:00 | Hejdová, Hindraková 4                   | Lepattanó | Verameyenka 9    | Pévèle Arena, Orchies Nézőszám: 2302 Játékvezetők: Aare Halliko (EST), Haydn Jones (WAL), Ognjen Jokic (MNE) |
| 2013. június 29. 20:00 | Bartoňová 4                             | Gólpassz  | Leuchanka 5      | Pévèle Arena, Orchies Nézőszám: 2302 Játékvezetők: Aare Halliko (EST), Haydn Jones (WAL), Ognjen Jokic (MNE) |

#### Bronzmérkőzés
| 2013. június 30. 17:00 | Szerbia                                  | 71–92     | Törökország      | Pévèle Arena, Orchies Nézőszám: 5002 Játékvezetők: Anna Cardus (ESP), Sérgio Silva (POR), Maka Kupatadze (GEO) |
| 2013. június 30. 17:00 | (24–21, 20–22, 12–23, 15–26) Jegyzőkönyv |           |                  | Pévèle Arena, Orchies Nézőszám: 5002 Játékvezetők: Anna Cardus (ESP), Sérgio Silva (POR), Maka Kupatadze (GEO) |
| 2013. június 30. 17:00 | Milovanović 23                           | Pont      | Yılmaz 19        | Pévèle Arena, Orchies Nézőszám: 5002 Játékvezetők: Anna Cardus (ESP), Sérgio Silva (POR), Maka Kupatadze (GEO) |
| 2013. június 30. 17:00 | Krnjić 7                                 | Lepattanó | Hollingsworth 16 | Pévèle Arena, Orchies Nézőszám: 5002 Játékvezetők: Anna Cardus (ESP), Sérgio Silva (POR), Maka Kupatadze (GEO) |
| 2013. június 30. 17:00 | Radočaj 5                                | Gólpassz  | Vardarlı 5       | Pévèle Arena, Orchies Nézőszám: 5002 Játékvezetők: Anna Cardus (ESP), Sérgio Silva (POR), Maka Kupatadze (GEO) |

#### Döntő
| 2013. június 30. 20:00 | Spanyolország                            | 70–69     | Franciaország | Pévèle Arena, Orchies Nézőszám: 5500 Játékvezetők: Ingus Baumanis (LAT), Jasmina Juras (SRB), Fabiana Martinescu (ROU) |
| 2013. június 30. 20:00 | (21–12, 15–23, 17–20, 17–14) Jegyzőkönyv |           |               | Pévèle Arena, Orchies Nézőszám: 5500 Játékvezetők: Ingus Baumanis (LAT), Jasmina Juras (SRB), Fabiana Martinescu (ROU) |
| 2013. június 30. 20:00 | Torrens 21                               | Pont      | Gruda 25      | Pévèle Arena, Orchies Nézőszám: 5500 Játékvezetők: Ingus Baumanis (LAT), Jasmina Juras (SRB), Fabiana Martinescu (ROU) |
| 2013. június 30. 20:00 | Lyttle 11                                | Lepattanó | Miyem 7       | Pévèle Arena, Orchies Nézőszám: 5500 Játékvezetők: Ingus Baumanis (LAT), Jasmina Juras (SRB), Fabiana Martinescu (ROU) |
| 2013. június 30. 20:00 | Torrens 4                                | Gólpassz  | Gomis 4       | Pévèle Arena, Orchies Nézőszám: 5500 Játékvezetők: Ingus Baumanis (LAT), Jasmina Juras (SRB), Fabiana Martinescu (ROU) |

| A 2013-as női kosárlabda-Európa-bajnokság győztese |
| -------------------------------------------------- |
| · Spanyolország · 2. cím                           |

### Végeredmény
A 2014-es női kosárlabda-világbajnokságra Törökország már rendezőként részvételi jogot szerzett, rajta kívül az első öt helyezett jutott ki. Ezek a csapatok a 2015-ös női kosárlabda-Európa-bajnokságra is kijutottak.
(A hazai csapat eltérő háttérszínnel kiemelve.)
| Helyezés | Csapat           | M | Gy | V | P+  | P–  | Pk   | P  |  |
| -------- | ---------------- | - | -- | - | --- | --- | ---- | -- |  |
| Arany    | Spanyolország    | 9 | 9  | 0 | 661 | 518 | +143 | 18 |  |
| Ezüst    | Franciaország    | 9 | 8  | 1 | 630 | 489 | +141 | 16 |  |
| Bronz    | Törökország      | 9 | 7  | 2 | 592 | 484 | +108 | 14 |  |
| 4.       | Szerbia          | 9 | 5  | 4 | 593 | 636 | –43  | 10 |  |
|          |                  |   |    |   |     |     |      |    |  |
| 5.       | Fehéroroszország | 9 | 5  | 4 | 527 | 480 | +47  | 10 |  |
| 6.       | Csehország       | 9 | 4  | 5 | 537 | 580 | –43  | 8  |  |
| 7.       | Svédország       | 9 | 4  | 5 | 583 | 612 | –29  | 8  |  |
| 8.       | Olaszország      | 9 | 3  | 6 | 566 | 613 | –47  | 6  |  |
|          |                  |   |    |   |     |     |      |    |  |
| 9.       | Nagy-Britannia   | 6 | 3  | 3 | 391 | 419 | –28  | 6  |  |
| 10.      | Montenegró       | 6 | 2  | 4 | 374 | 390 | –16  | 4  |  |
| 11.      | Horvátország     | 6 | 1  | 5 | 413 | 448 | –35  | 2  |  |
| 12.      | Szlovákia        | 6 | 1  | 5 | 349 | 424 | –75  | 2  |  |
|          |                  |   |    |   |     |     |      |    |  |
| 13.      | Oroszország      | 3 | 1  | 2 | 201 | 211 | –10  | 2  |  |
| 14.      | Litvánia         | 3 | 1  | 2 | 200 | 226 | –26  | 2  |  |
| 15.      | Lettország       | 3 | 0  | 3 | 151 | 193 | –42  | 0  |  |
| 16.      | Ukrajna          | 3 | 0  | 3 | 180 | 225 | –45  | 0  |  |